# نتی (ویرجینیای غربی)
نتی(به انگلیسی: Nettie) شهری در ایالت ویرجینیای غربی کشور ایالات متحده آمریکا است که جمعیت آن در سرشماری سال ۲۰۱۰ میلادی، ۵۶۸ نفر بوده‌است.